# جوادخان قاجار

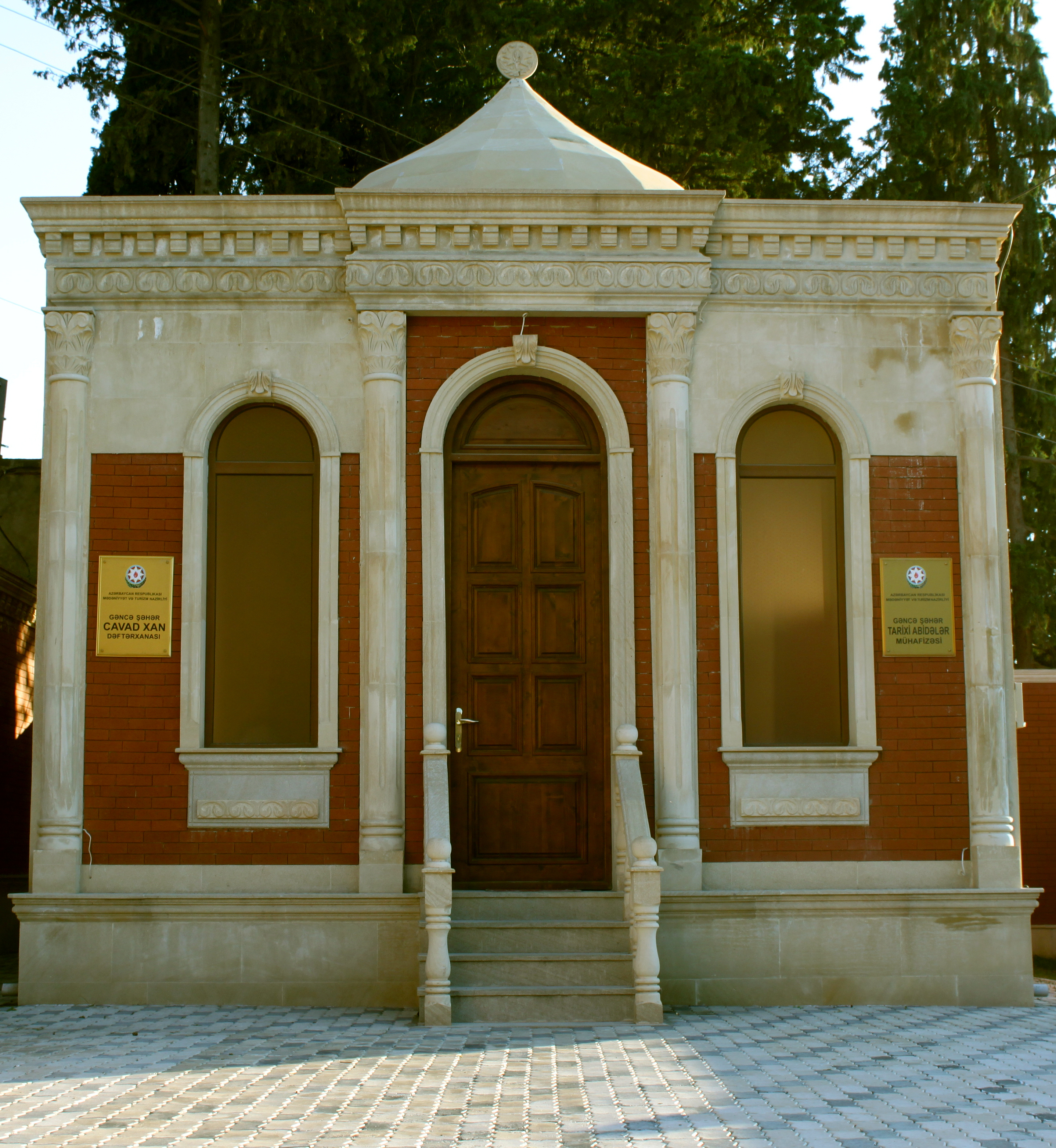
دفترخانه جوادخان در گنجه

جوادخان زیاد اوغلی قاجار (۱۸۰۴ – ۱۷۴۸ میلادی) فرزند شاهوردی خان، آخرین حکمران ایران در گنجه است که در سوم ژانویه ۱۸۰۴ میلادی (۱۲۱۸قمری) در آغاز دوره اول جنگ‌های ایران و روسیه در زمان قاجار و در جریان تهاجم سپاهیان روسیه تزاری به فرماندهی ژنرال سیسیانوف به گنجه، پس از جنگی دلاورانه با یک پسر خود کشته شد. روس‌ها سه روز شهر را قتل‌عام کردند و اکثر اعیان و اهالی گنجه به قتل رسیدند. با این حادثه گنجه از دست ایران رفت. او آخرین حکمران خاندان زیاداوغلی قاجار است که بیش از سیصد سال بر گنجه و قره باغ فرمانروائی کردند. با در گذشت او حاکمیت دولت ایران در گنجه نیز به پایان رسید و در واقع خاندان او نماد حاکمیت ایران در قفقاز به‌شمار می‌رفتند.

## خاندان جواد خان و بیگلربیگی گنجه
جوادخان از تیره زیادلو یا زیاداوغلوی ایل قاجار بود که از زمان صفویه در گنجه سمت بیگلربیگی داشتند. قاجارها ظاهراً مقارن با قیام شاه اسماعیل در گنجه ساکن شده‌اند و زیاداوغلوها از دوره شاه طهماسب در گنجه حکومت یافتند. در تاریخ‌های صفویه، به‌ویژه در «عالم آرای عباسی» تألیف اسکندربیگ منشی، جای جای ذکر حکومت تعدادی از سران آن خانواده در گنجه و کوشش‌های آنان در جنگ‌ها آمده‌است. نیای بزرگ جواد خان، خضر بیگ قاریمیش قاجار اولین فرد از خاندان زیاد اوغلی بود که نزدیک سال ۹۰۰ قمری از آناتولی و شام به همراه ایل قاجار به ایران آمده و در مسلک پیروان صفوی درآمد. شاهوردی خان (درعصر شاه طهماسب) اولین کسی از خاندان زیاد اوغلی قاجار بود که در سال ۹۶۱ قمری به فرمانروایی قره باغ منصوب گردید و گنجه را کرسی‌نشین ایالت قراباغ کرد. شاهوردی خان در جنگ‌های ایران با عثمانی و شورشیان لزگی و گرجی، هنرنمایی‌های جنگی فراوانی از خود نشان داد.
در زمان شاه عباس صفوی، محمد خان زیاد اوغلو، از نیاکان جوادخان، فرمانروای گنجه بود و هنگامی که دولت عثمانی در ۲۸ اکتبر ۱۵۴۹ به گنجه هجوم کرد، محمدخان زیاداوغلو با خالی کردن کل شهر و مردمان، به کناره‌های ارس کوچ نمود و چیزی برای دشمن باقی نگذاشت (زمین سوخته). هنگامی که شاه عباس به صورت موقت با عثمانی صلح کرد، محمد خان زیاد اوغلو با جمعی از امرای قزلباش، قلعه گنجه را محاصره کرده بود، اما به دستور شاه عباس دست از محاصره کشید تا شانزده سال بعد با پیروزی نیروهای ایران، دوباره فرمانروای گنجه شد.
پس از محمدخان زیاداوغلو، محمد قلی خان و مرتضی خان زیاد اوغلو، به فرمان حکومت مرکزی بیگلربیگی گنجه بودند و در ۱۶۶۴ میلادی، اغورلوخان بیگلربیگی گنجه و قراباغ شد. دیوان او به زبان فارسی، چهارهزار و دویست بیت دارد و در کتابخانه آستان قدس رضوی به شماره ثبت ۵۵۵ نگهداری می‌شود که به دستور نوه او یعنی جوادخان زیاد اوغلو نسخه برداری شده‌است و به عنوان «زیادی» و «مصاحب» تخلص می‌کرد.
نادرشاه – که قزلباش نبود - برای کاهش نفوذ و اقتدار این خاندان و تسری قدرت خود در مناطق متعلق به این خاندان و تقویت قدرت و نفوذرقبای محلی آنان، قلمرو آنان را به ناحیه گنجه محدود کرد و قراباغ را از حکومت خاندان زیاد اوغلی جدا نمود. به گفته عباسقلی آقا باکیخانوف، «...حکام گنجه و قراباغ نیز به لقب زیاد اوغلی قاجار از پل خدا آفرین تا قریه شولاور گرجستان بالاتر از پل سنق حکمرانی می‌نموده‌اند. چون در شورای کبرای مغان به سلطنت نادر شاه رضا نداده و در طلب استقرار دولت صفویه بودند، نادرشاه نیز بعد از تمکن بر سریر سلطنت ایران به مقام کسر حشمت و اقتدار ایشان برآمده بسیاری از اهالی قراباغ را به خراسان کوچانده ملکان برگشاط و خمسه را از تحت اختیار ایشان به در کرده و به سردار آذربایجان سپرد و محال قزاق را که هلاکو خان از ترکستان و محال بوزجالو را که شاه عباس اول از بوزجالوی عراق آورده در سرحد گرجستان نشانیده بودند به اختیار والی گرجستان داد. به این سبب خوانین مذکوره به‌غایت ضعیف گشته به حکومت حوالی گنجه اکتفا داشتند.»
تغییراتی را که نادرشاه در قلمرو حکومت موروثی گنجه و قراباغ به وجود آورده بود، پس از قتل او برقرار ماند و از طریق تشکیل حکومت محلی قراباغ توسط پناه خان جوانشیر، تثبیت شد و حکومت موروثی خاندان زیاد اوغلی منحصر به ناحیه گنجه گردید و تا تهاجم ارتش روسیه به قفقاز وضع به همین حال باقی‌ماند.
ناحیه‌ای که امروزه جمهوری آذربایجان و ارمنستان نامیده می‌شود، تا پیش از جنگ‌های ایران و روسیه و انعقاد قراردادهای گلستان (۱۲۲۸ ق) و ترکمانچای (۱۲۴۳ ق)، در قلمرو کشور ایران قرار داشت و حکومت‌های موروثی نواحی مختلف آن نظیر لنکران، باکو، قراباغ، شماخی، شیروان، قبه و دربند، گنجه، نخجوان و حتی ملکان خمسه ارمنی‌نشین قراباغ، اتباع دولت ایران بودند. این حکومت‌ها به‌طور عمده از دوران صفویه و افشاریه شکل گرفته و به رغم اینکه بعضی از آنان در دوران‌های فترت یا ضعف دولت‌های حاکم بر ایران به وجود آمده بودند، پس از اینکه ثباتی در اوضاع و احوال کشور و دولت ایران فراهم می‌آمد، اطاعت خود را از دولت حاکم بر ایران، ابراز می‌داشتند. در این میان وضعیت حکومت موروثی ناحیه گنجه و خاندان حکومتگر زیاد اوغلی قاجار، یعنی حکام گنجه و قراباغ، از سایر حکومت‌های محلی آن سامان تمایز داشت و تقریباً می‌توان گفت که قدیمی‌ترین حکومت موروثی محلی آن سامان به‌شمار می‌رفت.

## نبرد گنجه
ژنرال سیسیانوف در ۲۲ نوامبر۱۸۰۳ (۷ شعبان۱۲۱۸ هـ. ق) با نیرویی بزرگ وارد حومه و دروازه‌های شهر گنجه شد و با این اقدام نبرد گنجه آغاز شد. جوادخان به مدافعه برخاست و مهاجمان را به شهر راه نداد. او به دفعات درخواست ژنرال روسی را دایر به تسلیم و تحویل قلعه رد کرد، و در آخر پیغام داد که: «شما باید جسد مرا در پای دیوار قلعه پاره‌پاره بکنید تا بتوانید داخل قلعه شوید.»

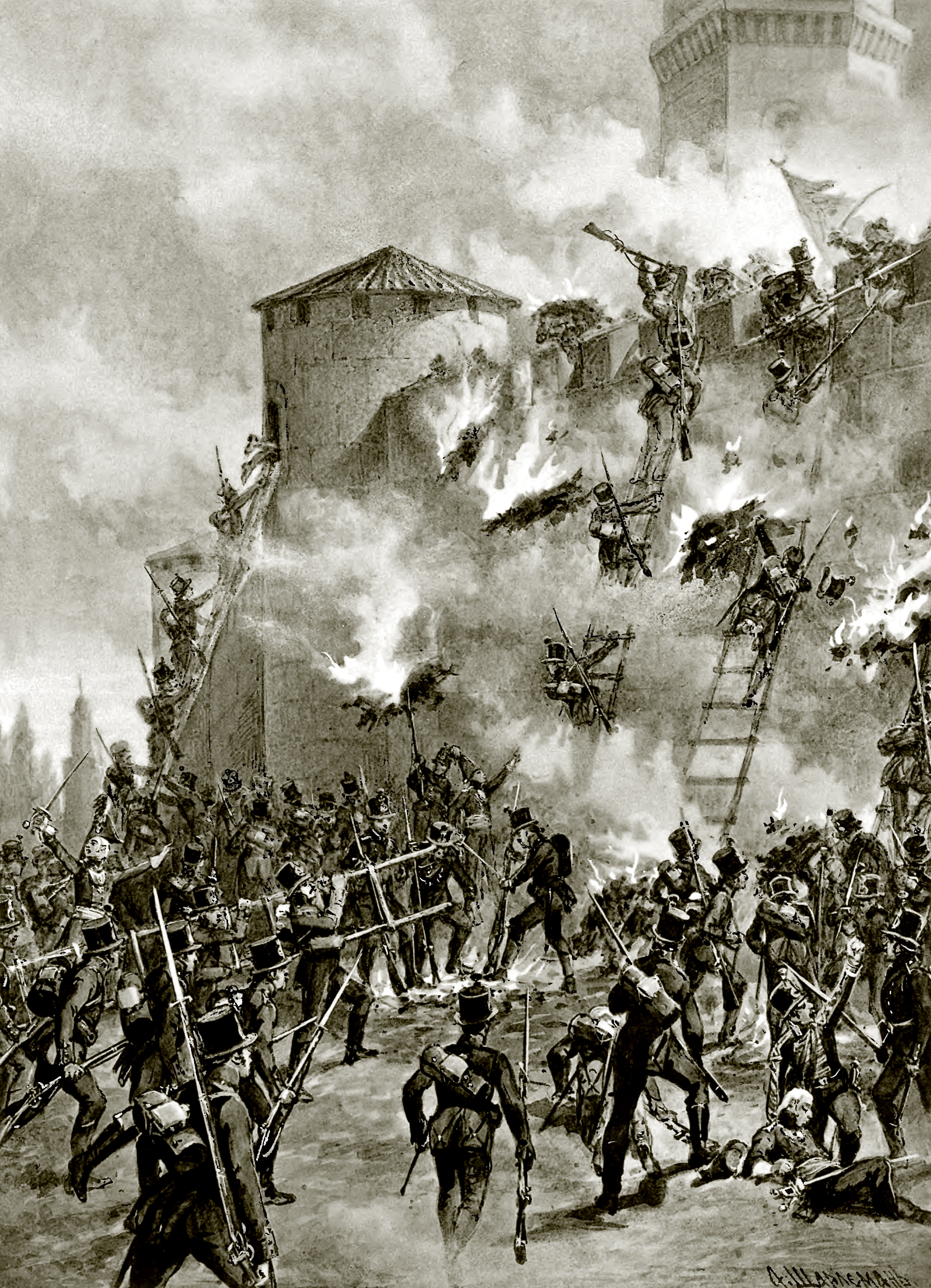
حمله روس‌ها به قلعه گنجه.

جوادخان در اثر همراهی تعدادی از ارامنه با روس‌ها و متفرق شدن نیروهای شمکور و شمس‌الدینلوها به قلعه شهر پناه برد، و به امید رسیدن قوا از آذربایجان به وسیله عباس میرزا، تا آخرین توان خود از قلعه مدافعه کرد. بنا به نوشته مآثر سلطانیه نامه‌های او به دربار رسید و فتحعلی شاه هم نیروهایی به فرماندهی سعیدخان‌دامغانی را روانه گنجه کرد ولی به علت فصل شدید سرما (دی ماه) و دوری راه، قوای اعزامی نتوانستند به موقع به گنجه برسند، مگر سعید بیک غلام چاپار که خود را به قلعه رسانیده بود.
قوای مهاجم، راه آب شهر را بستند و مردم و مدافعان را به مخاطره انداختند. در شب سرد و تاریک آخرین روز رمضان، روس‌ها با شلیک توپ‌های عظیم از جانب دروازه‌های قراباغ و تفلیس، شهر را از طرف غرب و شرق مورد حمله قرار داده تا سپده‌دم زیر آتش گرفتند و در بامداد روز عید فطر به ۶۰ قدمی قلعه رسیدند. مردم شهر نمدها و پارچه‌ها را به نفت آغشته و آتش می‌زدند و بر سر روس‌ها می‌ریختند. جنگ خونین تا ظهر ادامه پیدا کرد. بعدازظهر نیروهای ژنرال پورتیناکین در حمایت آتش توپخانه، نردبان‌ها به دیوار قلعه نهادند و سه برج حصار را گرفتند؛ ولی جوادخان و یارانش دشمنان را از این برج‌ها بیرون راندند. در حین جنگ دو برج دیگر به اشغال روس‌ها درآمد و جوادخان هم مجروح شد. حسینقلی آقا پسر جوادخان به امداد پدر آمد ولی او فرزندش را به دفاع موضع دیگر فرستاد و خود با شمشیر آخته سرتوپ ایستاده تا آخرین قطره خون دلیری و مدافعه کرد و سرانجام جان سپرد و فرزندش نیز کشته شد.

هنگامی که خبر کشته شدن جوادخان و حسینقلی آقا به خانه رسید، صدای شیون بلند شد، اما سرونازخانم، همسر جوادخان فریاد زد: "جوادخان کشته شد؛ اما ایران که نمرده‌است، همه جا را سنگر ببندید و آماده باشید تا به جوادخان بپیوندیم. آنگاه گفت شاهنامه را بیاورید تا تفألی بزنیم، امروز روز رزم است و دیوان حافظ را جایی نیست. وقتی که کتاب را گشود، با بانگ رسا گفت که گوش کنید که چه می‌گوید: 
| همه سر به سر تن به کشتن دهیم |  | از آن به که کشور به دشمن دهیم |
کتاب را بست و گفت: شنیدید، پس عمل کنید.
روس‌ها در دوم شوال ۱۲۱۸ هـ. ق قلعه گنجه را گرفتند و دروازه‌های شهر را به روی مردم بستند، و جمله را قتل‌عام نموده دارایی شهر را به غارت بردند و مساجد را ویران کردند.
در شهرگنجه ۷۰۰۰ نفر کشته شده و ۱۸۰۰۰ نفر اسیر شدند که اکثرشان زنان بودند. ۵۰۰ نفر از اهالی شهر که بیشترشان زنان و مردن مسن و اطفال خردسال بودند به مسجد پناه بردند. به دستور سیسیانوف همه آن‌ها را در مسجد قتل‌عام کردند. به فرمان وی، جامع بزرگ شهر به کلیسا تبدیل شد و نام شهر نیز به «الیزابت‌پول» تغییر کرد. حتی پس از اینکه حکومت تزاری از بین رفت، باز نام آن شهر را تغییر دادند و نام آن را (کیروف آباد) گذاشتند، تا سرانجام پس از فروپاشی شوروی، گنجه بار دیگر نام اصلی خود را بازیافت.

## مزار
پیکر جوادخان را همراه با عده‌ای از یارانش، در مسجد جمعه گنجه به خاک می‌سپارند تا در اوایل دهه۱۹۶۰ میلادی حادثه‌ای رخ می‌دهد و نام جوادخان را دوباره بر سر زبان‌ها می‌اندازد. احمدعیسی‌اف این رویداد را در کتاب «گنجه و گنجه‌لیلر» [گنجه و گنجه‌ای‌ها] چنین شرح می‌دهد:
این حادثه قبل از آن که من به گنجه بیایم، اتفاق افتاده‌است. خیلی جلوتر در اوایل دهه۱۹۶۰ (۱۳۳۹). لکن پس از سپری شدن ۱۵–۱۰ سال، باز هم دربارهٔ آن صحبت‌ها ادامه داشت. آن هم با صدای بلند.
می‌خواستند در نزدیکی حمام «چوکک»، در حیاط مسجد جمعه، فواره‌ای بسازند. تراکتور ناهمواری‌های زمین را هموار می‌کرد که ناگهان به مانعی برخورد. نگاه کردند و قبر بزرگی دیدند. هر چهار طرفش مثل صندوق بتونی بود. همه می‌دانستند که در آن پیرامون، قبر زیاد است، ولی بی‌آن که توجه کنند، زمین را می‌کندند. این بار ممکن نشد. هر کاری کردند که پیچانده و از جا بلند کنند نتوانستند به نوشته سنگ مزار نگاه کردند، چه دیدند؟ این که آرامگاه جوادخان است. تراکتورچی دست از کار کشید و رفت: «گناه است، من به این دست نمی‌زنم». خیلی‌ها دست نگه‌داشتند: این که یک اثر تاریخی است. اجازه بدهید کارشناسان ببینند، بعد …
به کمیته حزبی شهر خبر دادند و به آکادمی علوم تلگرافی مخابره کردند. به هر جایی که گمان می‌رفت، اطلاع داده شد. سه روز، پنج روز، کمی منتظر شدند، کسی نیامد… یک روز صاحب اختیار شهر آمد، دست‌هایش را به کمر زده و شکم گنده‌اش را جلو داده:
- آخر جوادخان کیست؟ گفت - دوره‌خان، بیگ خیلی وقت است که سپری شده، از بین ببریدش!
نتوانستند بتون را داغان کنند. از هر کجا بود دینامیت پیدا کرده، آوردند و قبر را منفجر کردند. صبح آن روز دیدند که یکی از مناره مسجد جمعه که زینت‌بخش شهر بود، کج شده‌است. گفتم که کج شد. آن هنگام اندکی مشخص می‌شد، ولی الان به‌طور کامل دیده می‌شود. این هم دردی شد از آن موقع. اکنون کارشناسان هر چه سعی و تلاش می‌کنند به جایی نمی‌رسند. بی‌خود نگفته‌اند که آنچه آدمی به خود می‌کند، دیگری نمی‌تواند بکند [از ماست که بر ماست] . حداقل امروز باید بیدار شویم.
تصاویری از آرامگاه و نامه‌های جوادخان

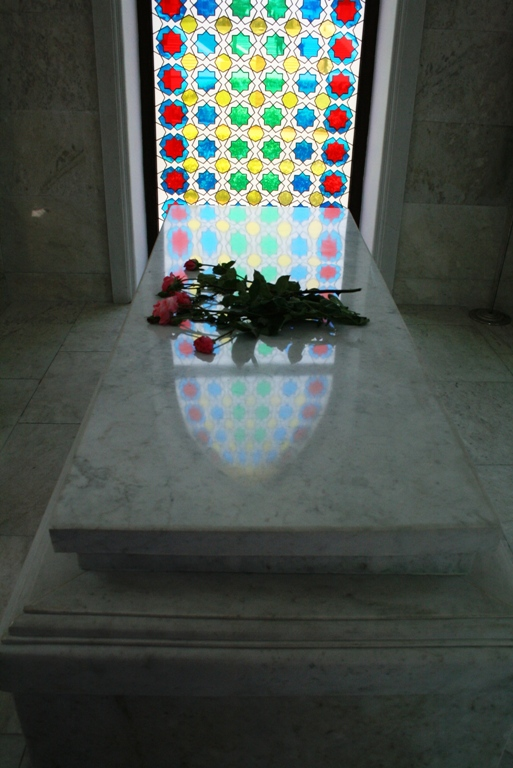
آرامگاه جوادخان در شهر گنجه جمهوری آذربایجان.
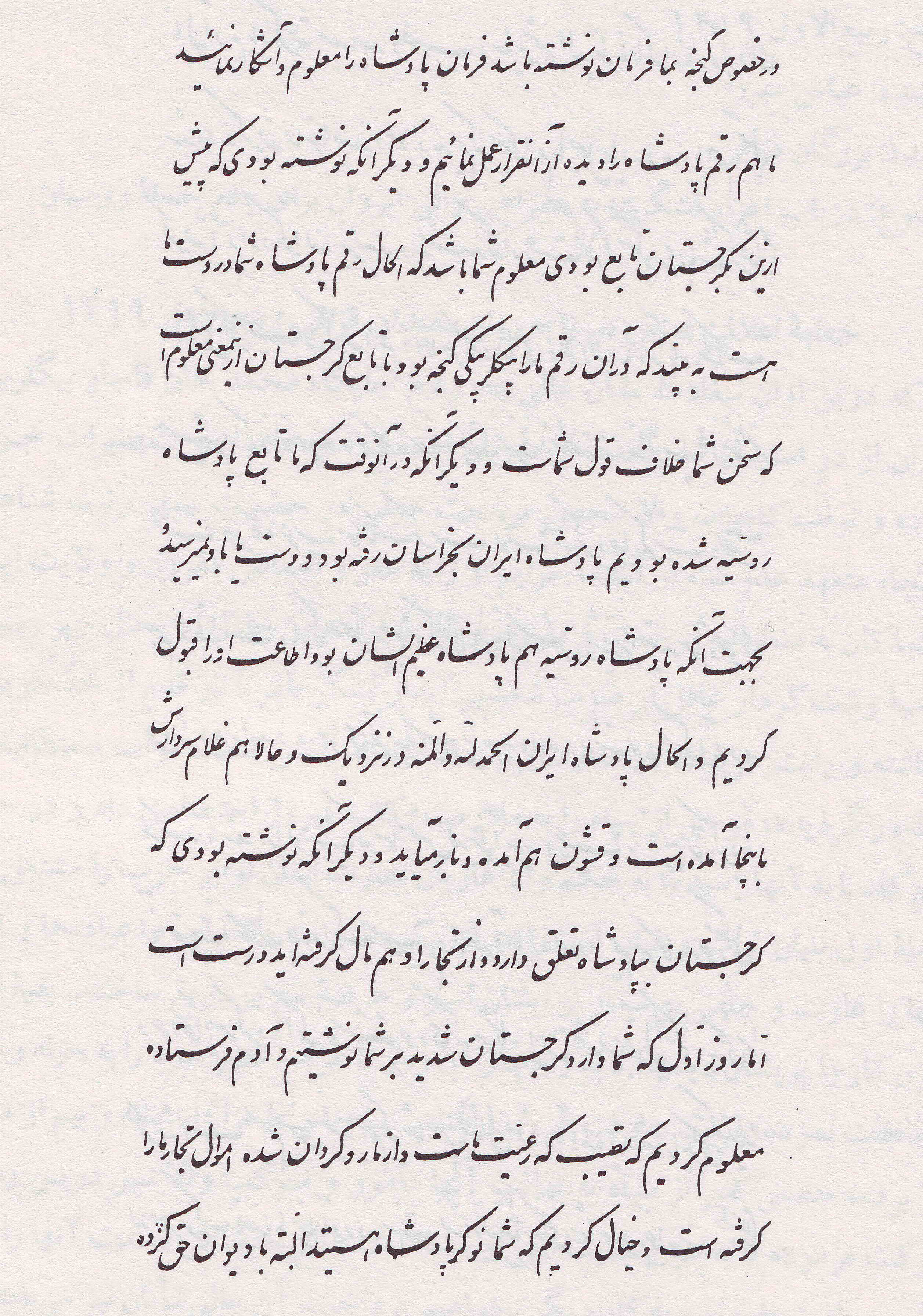
برگه‌ای از نامه جوادخان به سیسیانوف دوم.
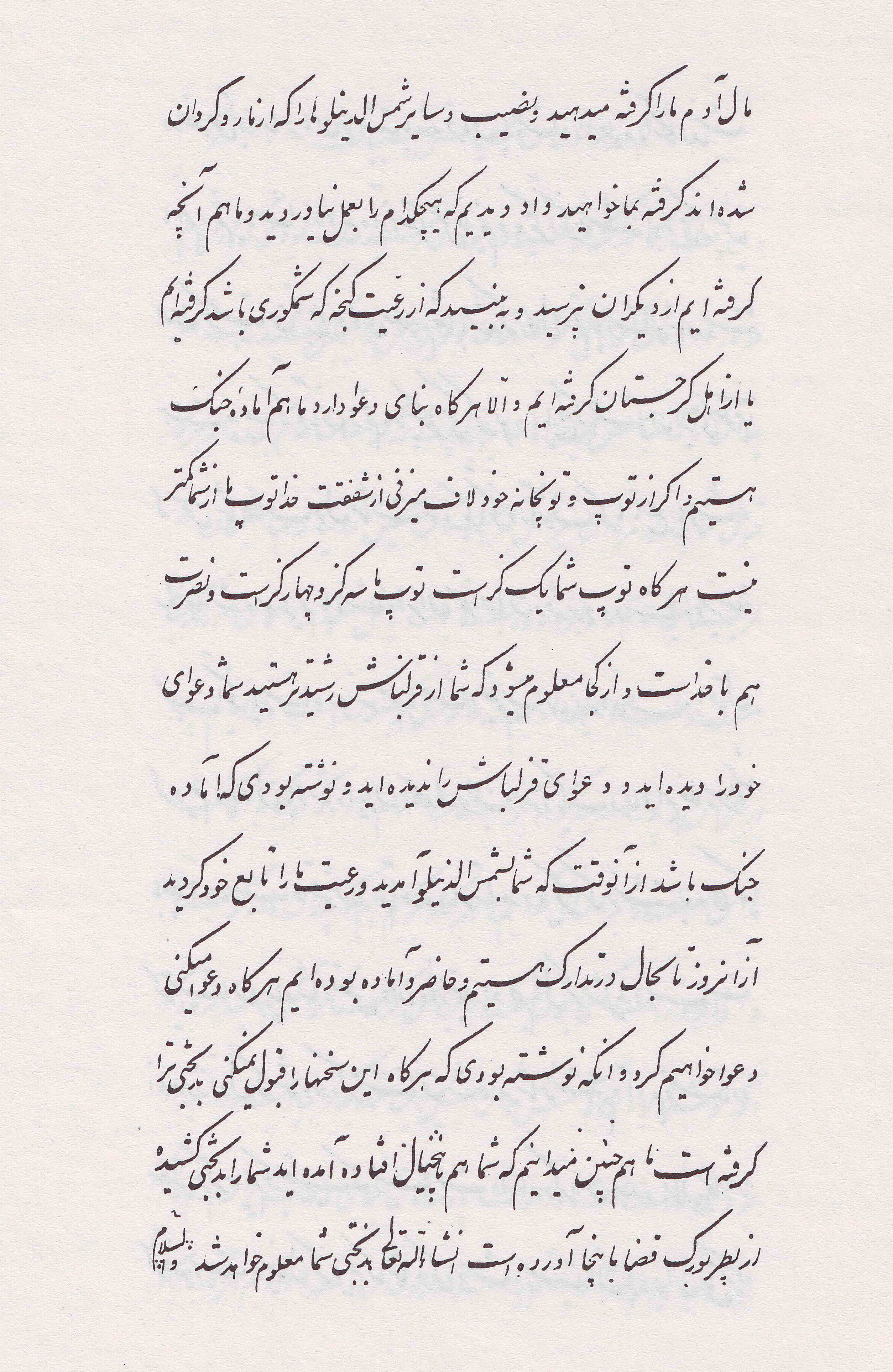
برگه سوم نامه.
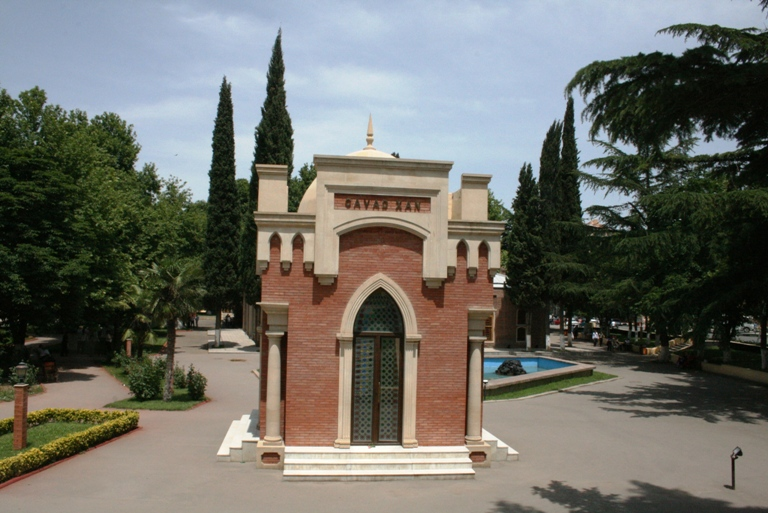
نمای بیرونی بنای یادبود جوادخان.

## بازماندگان
خانواده جوادخان که پس از کشته شدن وی در زندان بودند، به دست مارکز پاولوچی همراه چند تن از خان‌های قزلباش آزاد می‌شوند. فرزند ارشد جوادخان، حسینقلی خان بود که همراه با پدر در نبرد گنجه کشته شد، فرزند دیگر او اغورلوخان پس از پیروزی سپاه ایران بر قوای روس در آغاز جنگ دوم ایران و روس و در پی باز پس‌گیری گنجه توسط لشکریان ایران، به فرمان شاهزاده عباس میرزا نایب السلطنه به عنوان حاکم گنجه تعیین شد، ولی او فقط چند ماه حاکم گنجه بود زیرا پس از شکست ایران از روسیه و عقد قرارداد ترکمانچای و تصرف مجدد گنجه به وسیله قوای روسیه تزاری، برای همیشه به حکومت زیاد اوغلی خان گنجه پایان داده شد. علی قلی آقا، فرزند دیگرش، از جمله اعضای دیگر خاندان او بود که به ایران پناه آورد. او نیز به فرمان عباس میرزا به نزد ایلات قاجار، آیرملو، قزاق و شمس‌الدین لو که بین ایروان و گنجه ساکن بودند می‌رود. تا این ایلات را ضد روسیه تحریک نماید که علی قلی خان هم در این کار موفق می‌شود، اما نتیجه نهایی شکست ایرانیان بوده‌است.
اغورلوخان پسر جوادخان و بازماندگان او به ایران آمدند و در خوی ساکن شدند، مرحوم سرلشکر صادق کوپال ظاهراً از همین خاندان بود. نورجهان‌خانم، دختر عباس میرزا، همسر اغورلوخان پسر جوادخان بوده‌است.
در بین بازماندگان جوادخان، بین ابوالفتح آقا نواده جوادخان و شاهدخت آذر همایون، فرزند بهمن میرزا که در واقع نواده عباس میرزا ولیعهد به‌شمار می‌رفت پیوند زناشوئی منعقد می‌گردد، از این وصلت سه پسر به وجود می‌آید که دو تن آن‌ها از شخصیت‌های سیاسی مشهوری می‌گردند یکی از آنها، اسماعیل خان‌زیادخانوف از آزادی خواهان و فعالان سیاسی ضد تزار بوده و با آنکه به نمایندگی مجلس دوما نیز انتخاب می‌گردد از کرسی نمایندگی خود در جهت مبارزه با تزار بهره می‌جوید، و در این راه تا آنجا پیش می‌رود که به وسیله دولت روسیه تزاری دستگیرشده و برای مدتی به زندان می‌افتد. اسماعیل خان پس از تشکیل اولین جمهوری آذربایجان در جهت نزدیکی میان جمهوری آذربایجان قفقاز و ایران فعالیت می‌نماید، وی به سفارت این جمهوری در ایران انتخاب شده و با دولت ایران جهت بازگشایی مدرسه‌های فارسی‌زبان در جمهوری آذربایجان همراهی می‌نماید. برادر او، عادل خان نیز شخصیت بسیار مهمی است. عادل خان زیادخان‌اُف آخرین سیاستمدار از خاندان زیاد اوغلی؛ یکی دیگر از فرزندان ابوالفتح خان و از برادران و همرزمان اسماعیل خان بود. عادل خان از اواسط دهه ۱۹۰۰ به فعالیت‌های سیاسی وارد می‌شود، وی کارشناس حقوق از دانشگاه مسکو بود و همچون برادرش اسماعیل خان مبارزی ضد حکومت تزار بود، عادل خان از سقوط روسیه تزاری در سال ۱۹۱۷ بسیار شادمان گردیده و در دولت جمهوری آذربایجان به معاونت وزارت امورخارجه انتخاب می‌گردد عادل خان در تیرماه ۱۲۹۸ به سفارت جمهوری آذربایجان در ایران انتخاب می‌گردد. یک سال و نیم پس از این رویداد، عمر جمهوری آذربایجان اول به پایان رسیده و شوروی سرتاسر قفقاز را اشغال می‌کند، به دنبال این رویداد، اسماعیل خان برادر عادل خان از طرف روس‌ها (شوروی) کشته می‌شود و عادل خان نیز در ایران ماندگار شده و در سازمان‌های اداری همچون، اداره فلاحت، وزارت فوائد عامه یا راه‌آهن خدمت می‌نماید عادل خان یک ضد روس تمام عیار و دلبسته شخصیت‌هایی مثل شیخ شامل داغستانی بود. عادل خان ایران را میهن مادری خود می‌دانست و به بزرگان تاریخ ایران عشق می‌ورزید. او در جایی تصریح می‌کند:
ایران دوباره مقام عالی خود را پیدا خواهد کرد
عادل خان زیاد خان اّف در سال ۱۳۲۴ در استانبول فوت می‌کند، از وی سه کتاب به جای مانده‌است که یکی از آن‌ها به نام «طیران قلم» در سال ۱۳۸۱ در تهران و به کوشش کاوه بیات به چاپ رسیده‌است.
از دیگر نوادگان معروف جواد خان، می‌توان از مهندس رضا گنجه‌ای (بابا شمل) نام برد که پدرش علی نقی گنجه‌ای از مبارزان طراز اول مشروطیت و از بنیان‌گذاران انجمن ملی تبریز بود. در جریان مبارزات، دوبارخانهٔ پدری‌اش غارت و تخریب شد. یک بار در دوران استبداد صغیر و یک بار هم در قیام خیابانی که پدرش نزدیکترین یار خیابانی بود. در آن روزگار سخت، نمایندهٔ تام‌الاختیار نایب‌السطنهٔ قفقاز، همراه با کنسول دولت روسیه تزاری، به دیدار پدرش آمدند. نمایندهٔ نایب‌السلطنه، از پدرش خواسته بود که تابعیت دولت روسیه را بپذیرد. در آن صورت، نه تنها جان و مال خود و خانواده‌اش تحت حمایت تزار امپراتور روس خواهد بود بلکه اموال غارت شده‌اش از غارتگران اخذو مسترد خواهد شد و اگر هم چیزی کم و کسر بود، با توجه به‌اختیاراتی که دارد، از خزانهٔ نایب‌السلطنهٔ قفقاز جبران می‌گردد. علاوه برآن، اموال خانوادگی‌اش در شهر گنجه و تفلیس نیز به وی برگشت‌داده می‌شود. در پاسخ، ایشان به روسیان گفته بود که گدایی در سرزمین ایران را به پادشاهی روسیه ترجیح می‌دهم و او به‌آنان یادآور شده بود که جدم در راه ایران شهید شد و من نیز آماده‌ی‌شهادتم. اما دربارهٔ اموال جدم: روزی این اموال ارزش دارند که پرچم ایران دوباره بر خطهٔ قفقاز، از آن جمله برفراز شهر گنجه، به اهتزاز در آید.